# Марк Јевтјукин
Марк Николајевич Јевтјукин (рус. Марк Никола́евич Евтю́хин; Јошкар Ола, 1. мај 1964 — Кота 776, 1. март 2000) је био потпуковник и командант 6. чете, 2. батаљона, 104. регимента, псковске дивизије. У историју је ушао као руски херој након храброг отпора у бици на Коти 776 код чеченског града Улус-керта. Орденом руског хероја одликован је постхумно, као и већина његових палих субораца.